# Mutação constitucional
Mutação constitucional é o fenômeno que modifica determinada norma da Constituição Federal sem que haja qualquer alteração no seu texto. É considerada alteração informal porque não são cumpridos os requisitos formais necessários à modificação do seu conteúdo textual. Portanto, não decorre do exercício do poder constituinte reformador.
E o processo informal de mudança das constituições que atribui novos sentidos aos seus significados anteriores e conteúdos antes não contemplados”. No mesmo sentido, ainda se fala no caráter latente, permanente, informal e contínuo da mutação constitucional, comparando-se ao poder constituinte difuso. Este instituto surge de maneira informal quando necessário para assegurar a continuidade da obra do constituinte.
Nas constituições de formato rígido, as alterações do seu texto estão condicionadas ao cumprimento de determinadas exigências. O estabelecimento de formalidades para alteração do seu conteúdo visa à preservação da estabilidade da Constituição. No entanto, a norma constitucional está sujeita à dinâmica da sociedade e do tempos. As transformações na esfera dos fatos exigem a atualização da norma para a manutenção da harmonia entre seu texto e o contexto vigente.
A evolução decorrente do passar dos tempos exige uma releitura daquilo que se considera ético ou justo. A permanência de uma constituição e de suas normas acaba por ser diretamente afetada pela dinâmica da realidade constitucional. Uma nova percepção do direito e mudanças na sociedade podem resultar na alteração tácita da Constituição, verificada através da interpretação inovadora de norma existente.
Apesar do entendimento de que mutação constitucional é a mudança da norma sem a alteração do texto, há diversos mecanismos para este fim. Um dos considerados por parte da doutrina é o costume constitucional, que estabelece um novo padrão de conduta socialmente aceito. Entretanto, “[...] especialmente relevantes, portanto, são as mutações constitucionais pela via da interpretação, que ocorrem sempre que se alteram o significado e o alcance do texto constitucional sem que se efetue qualquer alteração textual”.
O ministro do Supremo Tribunal Federal Luís Roberto Barroso ainda fala da atuação do legislador como mecanismo de mutação constitucional a partir da interpretação, a saber:
"Haverá mutação constitucional por via legislativa quando, por ato normativo primário, procurar-se modificar a interpretação que tenha sido dada a alguma norma constitucional. É possível conceber que, ensejando a referida norma mais de uma leitura possível, o legislador opte por uma delas, exercitando o papel que lhe é próprio, de realizar escolhas políticas. A mutação terá lugar se, vigendo um determinado entendimento, a lei vier a alterá-lo".
A interpretação é atividade decorrente da vontade humana. Seu resultado é a criação do direito a partir da escolha de uma única opção de significado dentre outras. A partir dela, o intérprete busca reconstruir o significado atribuído pelo legislador ao texto constitucional. A mutação é, portanto, uma superação da interpretação anterior do enunciado, passando a vigorar nova norma, decorrente de novo entendimento a partir da hermenêutica constitucional.
Konrad Hesse afirma que “[...] a quebra da ordem constitucional encontra-se vedada, pois, onde o intérprete se coloca acima da constituição, não se trata mais de interpretação, mas sim de alteração ou mesmo violação da constituição”. A mutação constitucional encontra limites no próprio texto constitucional de modo a evitar a ocorrência de interpretações maliciosas ou traumatizantes. Cabe ao intérprete ser consciente e ponderado para evitar que se realize uma mutação inconstitucional.